# 沃爾多鎮區 (阿肯色州哥倫比亞縣)
沃爾多鎮區（英語：Waldo Township）是位於美國阿肯色州哥倫比亞縣的一個行政鎮區。

## 地方資料
沃爾多鎮區的面積為168.60平方千米，當中陸地面積為168.42平方千米，而水域面積為0.18平方千米。根據2010年美國人口普查的數據，當地共有人口2369人，而人口密度為每平方千米14.05人。